# Вертниковский сельсовет
Ве́ртниковский сельсовет (бел. Ве́ртнікаўскі сельсавет) — административно-территориальная единица, существовавшая с 1954 по 1957 год в составе Дзержинского района Минской области Белорусской ССР. Административным центром являлась деревня Вертники.

## История
Образован 16 июля 1954 года в составе Дзержинского района Минской области БССР путём объединения упраздненных Нарейковского и Новосадского сельсоветов.
8 апреля 1957 года упразднен, территория присоединена к Путчинскому (9 населённых пунктов: деревни Бальдюки, Вертники, Голышово, Глушинцы, Ковшово, Кулаковцы, Милоши, Нарейки и Скирмонтово) и Демидовичскому (12 населённых пунктов: деревни Большое Беляково, Криштафово, Малое Беляково, Мартиновичи, Новосады, Пионино, Плашево, Перхурово, Чирвоная Смена, Шумщина, посёлок Вызволенье и хутор Бурелом) сельсоветов.
На момент упразднения в состав сельсовета входил 21 населённый пункт.